# سید هاشم بحرانی
سید هاشم بحرانی از فقها و مفسرین شیعه قرن دوازدهم قمری اهل بحرین می‌باشد. کتاب تفسیری البرهان فی تفسیر القرآن از اوست. از وی بیش از ۵۰ اثر در حوزه‌های مختلف به جای مانده‌است.

## سال‌های اولیه زندگی
بحرانی بین سال‌های ۱۰۳۰ تا ۱۰۴۰ قمری متولد شد. پدرش سلیمان بن اسماعیل بحرانی توبلی کتکتانی است (توبل از توابع بحرین است و کتکتان به فتح کاف یکی از روستاهای توبل می‌باشد) نسب ایشان به موسی بن جعفر (پیشوای هفتم شیعیان) می‌رسد.

## دیدگاه‌های در مورد علامه بحرانی
- مؤلف روضات‌الجنات می‌نویسد: «این محقق شریف در پی پژوهش اخبار و احادیثی بود که بجز دانشمند بزرگ شیعه مجلسی هیچ‌کس دیگر به سراغ آنها نرفته بود. بحرانی کتاب‌های بسیاری نوشته‌است، ولی من به کتابی از وی دربارهٔ فتاوای احکام شرعی برنخورده‌ام و نوشته‌های او، تنها گردآوری و تألیف شده‌است. در هیچ‌یک از آنها که به دست من رسیده‌است، از ترجیح گفته‌ای بر گفته‌ای یا بر بحثی یا از اختیار نظر و قولی، سخن نگفته‌است. بحرانی پس از شیخ محمد پسر ماجد، مرجع امور شرعیه شد و کار قضا و داوری و امور حسبیه را به بهترین وجه انجام می‌داد، در امر به معروف و نهی از منکر و برقراری عدالت نیز اهتمام بسیار داشت.»
- صاحب جواهر او و مقدس اردبیلی را واجد ملکه عدالت می‌داند.[۳]

## مرجعیت و جایگاه علمی
دامنه مرجعیت او از بحرین فراتر بوده و در بیشتر بلاد شیعه مردم از او تقلید می‌کردند. او یکی از پرهیزگارانی بود که بر والیان و فرمانروایان، سخت می‌گرفت.

## اساتید
- علامه مجلسی[۴]

## نوادگان
حاج سیدهاشم علامه مهری از نوادگان علامه بحرانی است.

## تألیفات
- البرهان فی تفسیر القرآن[۵]
- مدینة المعجزات فی نص علی الائمة الهداه
- المحجة فیما نزل فی القائم الحجّة
- حلیهٔ الأبرار فی أحوال محمد و آله الأطهار

این کتاب پنج جلدی شامل سیزده بخش در مورد احوال زندگانی محمد تا مهدی می‌باشد که هر کدام از این بخشها ابواب مختلفی در زمینه ولادت، زندگی و سیره، مناقب، صفات، زهد، تواضع، عبادت، شأن و جایگاه، نص و وصایت، امور روزمره معصومان مثل عطر و نوع پوشش را در برمی گیرد.
- غایة المرام فی فضائل امیرالمؤمنین و الائمة علیه السلام.

این کتاب حدود هشت جلد است که مشتمل بر روایاتی در مورد علی بن ابیطالب است که همگی از نوشته‌های بزرگان اهل سنت اقتباس شده‌است.
- کشف المهم فی طریق خبر غدیر خم

این کتاب در سه فصل تنظیم شده‌است:
1. باب اول، اخباری که از طریق شیعه امامیه در مورد واقعه غدیر وارده شده و شامل ۳۶ حدیث است.
2. باب دوم، اخباری که از طریق اهل سنت در مورد واقعه غدیر وارده شده و شامل ۸۸ حدیث است.
3. باب سوم، نصوص محمد بر ولایت علی از طریق شیعه امامیه وارد شده و شامل ۴۳ حدیث است.[۸]

## درگذشت
علامه بحرانی در سال ۱۱۰۷ قمری در روستای نعیم در خانه شیخ عبدالله پسر شیخ حسین بن علی بن کنبار درگذشت و پیکر او را در صحن یکی از مساجد روستای توبل دفن کردند؛ و آرامگاه او در آنجا مشهور است.